# Nakano-seto
Nakano-seto är ett smalt sund i Antarktis. Den ligger i Östantarktis. Norge gör anspråk på området.